# Khosrau III
Khosrau III (629) là một vị vua Sassanid tự phong, ông đã cai trị vùng đất Khorasan trong một thời gian ngắn vào giai đoạn viên tướng nhà Mihran Shahrbaraz nắm quyền kiểm soát toàn bộ đế chế Sassanid sau khi ông ta vây hãm Ctesiphon. Ông là một người cháu trai của vua Khosrau II. Tuy nhiên, Khosrau đã bị viên thống đốc tỉnh ám sát chỉ sau một thời gian ngắn cai trị.